# شاهدخت استفانی موناکو
شاهدخت استفانی موناکو (انگلیسی: Princess Stéphanie of Monaco)؛ زادهٔ ۱ فوریهٔ ۱۹۶۵ در کاخ موناکو؛ یکی از اعضاء خانواده سلطنتی موناکو است. او را به عنوان یک خواننده اهل موناکو نیز می‌شناسند.

## زندگی‌نامه
شاهدخت استفانی موناکو کوچکترین دختر شاهزاده رینیه سوم پادشاه سابق موناکو و گریس کلی بازیگر مشهور هالیوود در سال ۱۹۶۵ در موناکو به دنیا آمد. خواهر بزرگ‌تر او شاهدخت کارولین (متولد ۱۹۵۷) و برادرش آلبرت دوم پادشاه وقت موناکو (متولد ۱۹۵۸) است.